# Шкодін Сергій Анатолійович
Сергі́й Анато́лійович Шко́дін — старший мічман Збройних сил України, головний старшина.

## Життєпис
Неодноразово брав участь у міжнародних навчаннях, 2008 року — інструктор групи допомоги державним установам, миротворчий контингент в Іраку.
17 серпня 2014 року поранений у бою, лікувався у Військово-медичному клінічному центрі Південного регіону. Підрозділ Шкодіна дістав завдання визволити Старобешеве та зробити коридор до оточених українських військовиків, які опинилися в ньому. Бій тривав майже добу, за оцінкою старшого мічмана, противник чисельно переважав у 2—3 рази. У тому ж бою відзначився і старший мічман Микола Довбуш, завдання виконали.
Вже увечері його підрозділ потрапив під обстріл «Градами», чимало військовиків зазнало поранень. Коли почався обстріл, Шкодін віддав наказ усім сховатися в укритті, після всіх збирався сховатися, але не встиг, прикрив собою двох молодих солдатів. Шкодіна кілька днів вважали зниклим безвісти. У старшого мічмана осколкові ураження грудної клітки, черевної порожнини, паралізована права частина тіла, в голові залишилася куля, яку неможливо дістати без заподіяння більшої шкоди. Прооперований у польовому шпиталі, звідти доставлений у Маріуполь, де переніс ще кілька операцій. По тому вертольотом транспортований у Дніпропетровськ, де проходив лікування.

## Нагороди
8 вересня 2014 року — за особисту мужність і героїзм, виявлені у захисті державного суверенітету та територіальної цілісності України, вірність військовій присязі під час російсько-української війни, відзначений — нагороджений орденом «За мужність» III ступеня.